# خطأ تقني (مسلسل كوري جنوبي)
خطأ تقني (بالكورية: 글리치) هو مسلسل كوري جنوبي، من بطولة جيون يوبين، نانا ولي دونغ-هوي. يروي قصة امرأة، تحاول ايجاد صديقها المفقود بمساعدة أعضاء نادي UFO. تم إصداره على نتفليكس في 7 أكتوبر 2022.

## القصة
تنحدر هونغ جي هيو من عائلة ثرية. لديها وظيفة ثابتة، حصلت عليها من خلال العلاقات الأسرية. في إحدى الليالي، اختفى فجأة صديقها البالغ من العمر أربع سنوات. أثناء بحثها عنه، تحاول كشف الحقيقة وراء سر غامض بمساعدة مجتمع مراقبي الأجسام الطائرة المجهولة، بما في ذلك هيو بو را.

## طاقم

### رئيسي
- جيون يو بين في دور هونغ جي هيو.[6]
- لي دونغ هوا في دور لي سي كوك، صديق هونغ جي هيو.[7]
- نانا في دور هيو بو را.[8]

### أدوار داعمه
- ريو كيونغ سوو في دور كيم بيونغ جو، ضابط شرطة.[9]
- بايك جو هي
- جونغ دا بين.[10]
- كو تشانغ سيوك.[11]
- كيم جا يونغ.

## الإنتاج

### صناعة
في 30 ديسمبر 2020، أكدت نتفلكيس من خلال بيان صحفي أنها ستوزع مسلسلًا كوريًا أصليًا يعرف بأسم "خطأ تقني"، من إنتاج استوديو 329 ومن كتابة كاتب مسلسل خارج الصيف "جين هاي سيي.

### طاقم
عُرض على جيون يو بين الدور الرئيسي في أوائل مارس. صرحت وكالتها السابقة "J-Wide Company" أنها كانت تفكر في الأمر بشكل إيجابي. في منتصف شهر مارس، تم تأكيد انضمام المخرج روه ديوك والممثلة جيون يوبين للمسلسل. في 19 مارس 2021، أوكد أنضمام نانا للمسلسل.

### التصوير
في 23 يوليو، توقف تصوير المسلسل مؤقتًا بسبب جائحة COVID-19. حيث أعلن عن اصابة أحد الممثلين المساعدين. استؤنف التصوير في 21 مايو 2021، واستمر حتى 23 ديسمبر.

### الإصدار
سيُعرض المسلسل لأول مرة في مهرجان بوسان السينمائي الدولي السابع والعشرين، في قسم "على الشاشة '' في 7 أكتوبر 2022. ، في 9 سبتمبر 2022 ، اصدرت نتفليكس أول عرض تشويقي للمسلسل.

## روابط خارجية
- خطأ تقتي على موقع IMDb (الإنجليزية)
- خطأ تقتي على موقع روتن توميتوز (الإنجليزية)
- خطأ تقتي على موقع نتفليكس (الإنجليزية)
- خطأ تقتي على موقع فيلمافينيتي (الإسبانية)
- خطأ تقتي على موقع كينوبويسك (الروسية)
- خطأ تقتي على موقع قاعدة بيانات الفيلم (الإنجليزية)
- خطأ تقني على هانسينما